# Karantanska marka
Karantanska marka je bila obmejno okrožje Karolinškega Cesarstva, ustanovljenega leta 889. Preden je bila marka, je bila kneževina ali vojvodina, ki so ji sprva vladali domorodci, slovanski (ali polslovanski) knezi samostojno in nato pod bavarskim, ter frankovskim suzerenstvom. Ozemlje je bilo razdeljeno na grofije, ki so bile po nasledstvu koroškega vojvode na vzhodnofrankovskem prestolu združene v rokah enotne oblasti. Ko je bila Karantanska marka leta 976 povzdignjena v vojvodino, je nastala nova Koroška marka (to je koroška marka, ki brani koroško vojvodino). Postala je kasnejša Štajerska marka.

## Zgodovinsko ozadje
Leta 745 se je Karantanija, neodvisna slovanska kneževina, z naraščajočo nevarnostjo Avarov podredila Odilu Bavarskemu, ki je bil sam vazal Frankov. S tem se je bavarska meja razširila in Odilov sin Tassilo III. je začel pokristjanjevanje slovanskih plemen onkraj Aniže. Leta 788 je Karel Veliki ozemlje Koroške (Karantanije) v celoti vključil v Frankovsko cesarstvo tako, da je skupaj z Istrsko marko postala del razširjene Vojvodine Furlanije. Pod njim se je povečalo misijonsko delo, zlasti preko salzburške nadškofije.
Med letoma 819 in 823 je staroselsko slovansko prebivalstvo podprlo Ljudevita Posavskega v uporu proti frankovski nadgospodstvu. Leta 827 so Bolgari napadli Karantanijo in leta 828 je Ludvik Pobožni reorganiziral Furlanijo v štiri grofije, od katerih sta bili dve najsevernejši - Karantanija in Spodnja Panonija - izločeni iz italijanskega kraljestva in vključeni v Bavarsko. Ludvik, bavarski kralj, je kmalu zatem reorganiziral Karantanijo v frankovske grofije. Do delitve Karantanije je morda prišlo že pred letom 819 ali morda sočasno z delitvijo Furlanije. Pred tem so na Koroškem še vladali domači vojvode. Nova uprava pa je bila mešana bavarsko-slovanska.

## Karlman in Arnulf
Ozemlje je ostalo v okviru Bavarskega kraljestva Ludvika. Leta 855 je bil Ratbod, predstojnik vzhodne marke, odstavljen zaradi nezvestobe, Rastislav Moravski pa se je uprl vzhodnofrankovski suverenosti. Na mesto Ratboda je Ludvik postavil svojega najstarejšega sina Karlmana (856). Karlman je prevzel nadzor nad drugimi vzhodnimi mejami, Koroško in Panonijo, in leta 858 močno vojskoval proti Rastislavu, zaradi česar se je slednji moral pokoriti. Leta 861 se je Pabo, mejni grof na Koroškem, uprl s svojimi grofi in Karlman ga je zamenjal z Gundaharjem. Leta 863 je Ludvik v strahu pred sinovskim uporom napadel Koroško, Karlomanovo domačo bazo. Gundahar je šel h kralju z veliko vojsko, ki mu je bila dana za poveljevanje obrambe Schwarze. Posledično je bil Karlman ujet in mu je bila odvzeta njegova prefektura, ki je bila podeljena Gundaharju.
Ko se je Karlman pobotal z očetom in postal bavarski kralj, je Koroško podelil sinu koroške priležnice Arnulfa. Arnulf je obdržal svoj sedež v Mosapurcu in Korošci so ga obravnavali kot domačega vojvodo. Potem ko je Karlmana leta 879 onesposobila možganska kap, je Ludvik Mlajši podedoval Bavarsko in s sporazumom s Karlmanom potrdil Arnulfa na Koroškem. Bavarski pa je bolj ali manj vseeno vladal Arnulf. Arnulf je vladal Bavarski poleti in jeseni leta 879, medtem ko je njegov oče urejal njegovo nasledstvo, sam pa je dobil naziv »panonski«, po  fuldskih letopisih, ali »koroški«, po besedah Regina Prümskega.

## Marka
Potem ko je postal kralj celotne Vzhodnofrankovske države, je Arnulf ustvaril koroško marko. Ob njej so bile marke Istre, Avstrije in Kranjske. Za madžarske vpade sta bili še posebej dovzetni najjužnejši kraji, Koroška in Kranjska. Leta 901, le dve leti po prvem stiku z zahodno Evropo, so Koroško opustošili Madžari. Leta 952 je Koroška pripadla vojvodini Bavarski, tako kot Kranjska, Istra in Furlanija.
Glavni mesti marke sta bila Breže in Beljak. V 10. stoletju se je od odcepila tako imenovana koroška marka, ker je bila marka [tj. obmejni okraj] Bavarske vojvodine in kasneje pod koroško vojvodino). Koroška marka naj bi kasneje postala vojvodina Štajerska. Edini znani koroški mejni grof iz tega obdobja - čeprav je znanih veliko grofov - je Markward III., ki je bil koroški preses de Carinthia.
Leta 976 je cesar Oton II. svojega nečaka Otona I. postavil za bavarskega vojvodo in Koroško marko ter ostale marke ločil od vojvodine. Koroško je naredil za vojvodino Liutpoldingerja Henrika, ki je deloval kot nekakšen "šef obmejne policije", ki je nadzoroval Istro, Furlanijo in Kranjsko.